# 华格纳低音号
瓦格纳低音号（英文：Wagner tuba）是一种标准管弦乐团里不常用到的铜管乐器。它是一种融合了长号与圆号各自的音色元素的乐器。